# Znowu w akcji (film 1997)
Znowu w akcji (ang. Back in Business) – amerykański film akcji z 1997 roku.

## Opis fabuły
Joe Elkhart, fałszywie oskarżony, zostaje zwolniony z pracy w policji i nie może znaleźć sobie miejsca w zwyczajnym życiu. Gdy pewnego dnia odwiedza swego dawnego policyjnego partnera Tony'ego. Dowiaduje się, że jego partner wspólnie z FBI prowadzi śledztwo przeciw potężnemu handlarzowi narkotyków. Joe postanawia pomóc przyjacielowi.

## Obsada
- Brian Bosworth - Joe Elkhart
- Joe Torry - Tony Dunbar
- Trevor St. John - Preston
- Maggie Egan - Dr. Sonia Brody
- Philippe Mora - Agent  Joego
- Meilani Paul - Mrs. Royce
- Michael Clarke Duncan - Strażnik
- Nicholas R. Oleson - Strażnik
- Guy Torry Little - Train
- Victoria Mahoney - Java
- Aleks Shaklin - Hank Berdsall
- Brion James - Emery Ryker
- Aubrey Beavers - Remy
- Alan Scarfe - David Ashby
- Dara Tomanovich - Natalie Walker